# 李善 (漢朝)
李善（？—？），字次孫，南陽郡淯陽縣（今河南省南陽市南）人，東漢太子舍人。

## 生平
李善原本是同縣李元的僕人，建武年間疫疾流行，李元家裡的人相繼病逝，只剩下剛生下來沒幾天的孤兒李續，幾十天內家中堆財成千上萬，奴婢們私下商量，打算殺了李續，大伙分李家財産。李善感傷李家遭遇但無力阻止，於是偷偷抱著李續逃跑，隱居在山陽瑕丘縣界，李善親自撫養李續，將舒適的地方讓給幼兒，而自己睡在潮濕之地，處處為李續著想，李續雖然年幼，但李善待他如同兄長，所以有事李續就跪著請示後再行動。鄉里百姓深受他的作風所感動，都效法他的義舉。李續十歲時，李善帶他回本縣，重理舊業。向長史控告諸位奴婢的惡行，長史將他們通通統統收捕處死。此時鍾離意任瑕丘令，上書舉薦李善的事蹟。漢光武帝詔令任命李善和李續爲太子舍人。
漢明帝時李善受公府徵闢，由於李善能夠處理繁重的事物，被遷任為日南太守，李善從京師前往任職，途中經過淯陽，在李元墓的一里之外，李善脫掉朝服，拿著鋤頭除草。拜墓後，悲傷不已，親手燒火做飯，拿祭祀用的禮器祭祀李元。流著淚說：「君夫人，善在此。」竭盡哀思，過幾天後才繼續出發。李善到任後，以仁愛爲政，感化不同的風俗。升任為九江太守，還沒到任，李善在路上就病逝了。

## 延伸阅读
[在维基数据编辑]
 《後漢書/卷81》，出自范晔《後漢書》
 《東觀漢記》